# Генрих Курляндский
Генрих Курляндский (нем. Heinrich von Lützelburg; ум. 8 февраля 1274) — епископ Семгалского архиепископства с 1247 по 1251 годы, в 1251—1263 епископ Курланда и с 1263 по 1274 год епископ Кимзе.
Генрих, год рождения которого неизвестен, из рода Лютцельбургов. Он состоял в ордене Францисканцев. В декабре 1247 года папа Иннокентий IV ему передал ливландское епископство Семгалия. После ликвидации епископства, которое было присоединено к епископству Рига 3 марта 1251 Генриху было передано Курляндское епископство. Совместно с Гюнтером фон Вюллерслебен, великим магистром Тевтонского ордена, он основал крепость Мемельбург (ныне Клайпеда).